# جيمس ميتشوم
جيمس ميتشوم (بالإنجليزية: James Mitchum)‏ هو ممثل أمريكي، ولد في 8 مايو 1941 في لوس أنجلوس في الولايات المتحدة.

## وصلات خارجية
- جيمس ميتشوم على موقع IMDb (الإنجليزية)
- جيمس ميتشوم على موقع أول موفي (الإنجليزية)
- جيمس ميتشوم على موقع إن إن دي بي (الإنجليزية)
- جيمس ميتشوم على موقع قاعدة بيانات الفيلم (الإنجليزية)